# Kory Hallas
Kory Robert Hallas (Ottawa, 23 aprile 1969) è un ex cestista canadese.

## Carriera
Con il Canada ha disputato due edizioni dei Campionati mondiali (1994, 1998) e due dei Campionati americani (1993, 1995).